# Ujazdów (Włodawa)
Pour les articles homonymes, voir Ujazdów.
Ujazdów (prononciation [uˈjazduf]) est un village de la gmina de Hańsk, du powiat de Włodawa, dans la voïvodie de Lublin, située dans l'est de la Pologne.

## Administration
De 1975 à 1998, le village est attaché administrativement à l'ancienne voïvodie de Chełm.

Depuis 1999, il fait partie de la nouvelle voïvodie de Lublin.